# Tarphobregma carinatifrons
Tarphobregma carinatifrons är en tvåvingeart som beskrevs av Hardy 1987. Tarphobregma carinatifrons ingår i släktet Tarphobregma och familjen borrflugor. Inga underarter finns listade i Catalogue of Life.